# جورج دبليو. تايلور (اقتصادي)
جورج دبليو. تايلور (بالإنجليزية: George W. Taylor)‏ هو اقتصادي أمريكي، ولد في 10 يوليو 1901 في فيلادلفيا في الولايات المتحدة، وتوفي في 15 ديسمبر 1972.